# 御橋観音寺

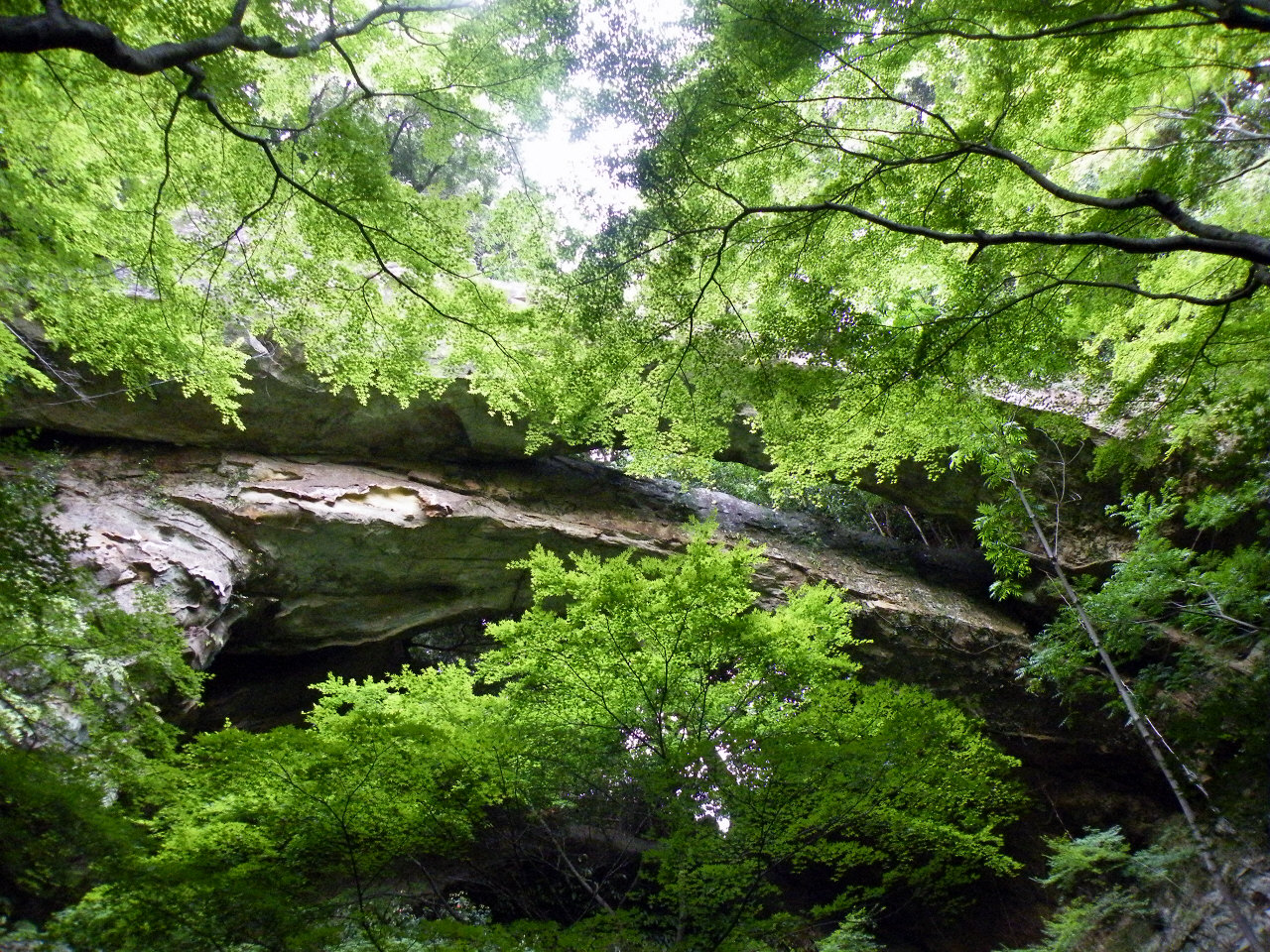
御橋観音の石橋

御橋観音寺（おはしかんのんじ）は、長崎県佐世保市 吉井町（旧北松浦郡 吉井町）にある仏教寺院（真言宗智山派）。山号は石橋山（せっきょうざん）。本尊は十一面観音坐像。
境内の天然の「石橋」は平戸八景の一つに数えられている。九州八十八ヶ所第75番札所、九州三十三観音第29番札所。

## 歴史
寺伝によれば、養老年間（8世紀初め）に当時この地を巡行していた行基によって開かれたとされる。
境内の奥には第三紀砂岩の浸食によってできた天然の石橋（長さ約27m、幅4m弱）が二条並んでおり、平戸八景「石橋」として知られる。春はサクラ、秋は紅葉の名所ともなっている。

## 文化財
天然記念物（国指定）
- 御橋観音シダ植物群落[1] [2]

## アクセス
- 松浦鉄道吉井駅下車、車で約5分、徒歩約30分。
- 佐世保駅前より国道204号経由で車で約50分。

## 周辺
- 佐々川
  - ポットホール公園
- 佐世保市立吉井中学校
- 佐世保市立吉井南小学校